# Richard Wagner (écrivain)
Pour les articles homonymes, voir Richard Wagner (homonymie) et Wagner.
Richard Wagner (né le 10 avril 1952  et mort le 14 mars 2023 à Berlin) est un écrivain et journaliste de langue allemande originaire de Roumanie. 

## Biographie[2],[3]
Richard Wagner est né à Lovrin dans le département de județ de Timiș, il est le fils de Nikolaus Wagner et de Margarete Dreier. Sa famille fait partie d'une des minorités allemandes de Roumanie, les Souabes du Banat.
Il suit les cours de l'école primaire de Periam et le lycée de Sânnicolau Mare. Il commence à publier ses premiers textes dans la presse de langue allemande de Roumanie en étant élève au lycée.
Richard Wagner fait des études de littérature anglaise et germanique à l'université de Timișoara de 1971 à 1975.
En 1972 il est le cofondateur de l'Aktionsgruppe Banat (ro) de Timișoara, un groupe d'intellectuels roumains d'origine allemande qui est surveillé de près par la Securitate ; le groupe existe de 1972 à 1975. Il travaille comme professeur de langue allemande à Hunedoara (1975–1978). En 1979 il déménage à Timișoara où il commence à travailler en tant que rédacteur à l'hebdomadaire de langue allemande Karpatenrundschau qui parait à Brașov (1979–1983).
De 1981 à 1982 il coordonne le cénacle littéraire Adam Müller-Guttenbrunn de Timișoara. En 1983 il est licencié de la revue Karpatenrundschau pour des considérations politiques. Par conséquent, au cours de l'automne 1985, Richard Wagner et son épouse, Herta Müller (qui s'est vu interdire le droit de publier en 1984), déposent une demande d'émigration qui est approuvée par les autorités communistes deux ans après.
En 1987 Richard Wagner émigre en République fédérale d'Allemagne et vit à Berlin où il travaille en tant qu'écrivain et journaliste. Il y meurt, le 14 mars 2023. 

### Famille
Richard Wagner épouse Herta Müller, elle aussi d'origine Souabe, prix Nobel de littérature 2009, en 1984 ; ils se séparèrent en 1989.

## Œuvre

### Publiée en Roumanie
- 1973 : Klartext Ein Gedichtbuch / Gedichte, Bucarest : Editura Albatros
- 1977 : Die Invasion der Uhren / Gedichte, Bucarest : Editura Kriterion
- 1980 : Der Anfang einer Geschichte / Prosa, Cluj-Napoca : Editura Dacia
- 1980 : Hotel California / Teil I - Der Tag, der mit einer Wunde begann / Gedichte, Bucarest : Editura Kriterion
- 1981 : Hotel California / Teil II- Als schliefe der Planet / - Gedichte, Bucarest : Editura Kriterion
- 1983 : Gegenlicht / Gedichte, Timişoara : Editura Facla
- 1984 : Das Auge des Feuilletons / Geschichten und Notizen, Cluj-Napoca : Editura Dacia
- 1998 : Viena, Banat, roman, Bucarest : Editura Univers (traduction de Die Muren von Wien, Frankfurt am Main : Luchterhand, 1990)

### Publiée en Allemagne
Poésie
- 1986 : Rostregen, Luchterhand Literaturverlag
- 1993 : Heiße Maroni
- 2000 : Mit Madonna in der Stadt, Lyrikedition, Buch&Media

Récits et nouvelles
- 1988 : Ausreiseantrag
- 1989 : Begrüßungsgeld Luchterhand Literaturverlag
- 1991 : Sonderweg Rumänien / Essay, Rotbuch
- 1992 : Der Himmel von New York im Museum von Amsterdam / Kurzgeschichten, Frankfurter Verlagsanstalt
- 1992 : Völker ohne Signale / Essay, Rotbuch
- 1993 : Mythendämmerung / Essays Rotbuch,
- 1993 : Giancarlos Koffer / Erzählung Rotbuch
- 1993 : Heiße Maroni / Gedichte, DVA
- 1994 : Der Mann, der Erdrutsche sammelte / Kurzgeschichten  DVA
- 2002 : Ausreiseantrag / Begrüßungsgeld. Erzählungen, Berlin : Aufbau-Taschenbuch[6]

Romans
- 1990 : Die Muren von Wien, Frankfurt am Main : Luchterhand Literaturverlag
- 1995 : In der Hand der Frauen, DVA
- 1996 : Lisas geheimes Buch, DVA
- 1998 : Im Grunde sind wir alle Sieger Klett Cotta
- 2001 : Miss Bukarest, Berlin : Aufbau
- 2004 : Habseligkeiten, Berlin : Aufbau
- 2007 : Das reiche Mädchen Berlin : Aufbau

Récits de voyage
- 2003 : Der leere Himmel. Reise in das Innere des Balkan, Berlin : Aufbau
- 2006 : Der deutsche Horizont. Vom Schicksal eines guten Landes, Berlin : Aufbau[7],[8]

## Récompenses
- 1973 Prix de poésie de l'Uniunea Tineretului Comunist (Union de la Jeunesse Communiste)
- 1980 Prix de poésie de l'Union des écrivains de Roumanie
- 1987 Prix spécial Leonce-und-Lena
- 1988 Prix Andreas-Gryphius
- 1990/1991 Bourse Villa-Massimo à Rome
- 2000 Neuer Deutscher Literaturpreis
- 2008 "Georg Dehio Buchpreis" décerné par Deutsches Kulturforum östliches Europ pour toute son œuvre[9],[10]

## Exégèse
- Andrea Mork, Richard Wagner als politischer Schriftsteller: Weltanschauung und Wirkungsgeschichte, Campus, 1990,  (ISBN 3-593-34366-5 et 978-3593343662)